# Харчовик (Москва)
«Харчовик» (рос. Футбольный клуб «Пищевик» Москва) — радянський футбольний клуб з Москви.

## Історія
Футбольна команда «Харчовик» виступала в чемпіонаті Москви у 1926—1930 роках. Згодом на базі цієї команди було створено інший клуб — «Спартак» (Москва). Наступна згадка про клуб датується 1938 роком, коли він відразу ж опинився в групі «А», де команда виступила невдало (23 місце) і вилетіла в групу «Б». У Кубку СРСР 1938 року програли в 1/16 одеському «Динамо» (голи в одеситів забили Іван Іщенко та Іван Борисевич). У Кубку СРСР 1939 року москвичі взяли реванш у одеського «Динамо», але в переграванні 1/16 фіналу поступилися тбіліському «Динамо». У групі «Б» москвичі виступили набагато успішніше, зайнявши 4 місце. У Кубку СРСР 1940 року клуб знову потрапили за жеребом на тбіліське «Динамо», проте реванш не відбувся — жодного кубкового матчу так і не було зіграно. Виступ у групі «Б» цього разу був невдалим — 12 місце.
Наступна згадка про клуб зустрічається 1946 рокол, коли москвичі грали в другій групі, «Харчовик» вийшов у фінальну стадію, де поступився ВПС. У Кубку СРСР 1946 року клуб у 1/8 фіналу поступився московському «Динамо». У 1947 році в Центральній зоні другої групи клуб зайняв 12 місце, а в Кубку СРСР 1947 поступився в 1/4 фіналу Центральної зони ленінградському «дзержинці». Начальником команди в 1947 році був Федір Ілліч Селін.
Надалі згадок про клуб немає.

## Досягнення
- У вищій лізі — 23-є місце (1938 рік група «А»)
- У кубку СРСР — поразка в 1/8 фіналу (1946)

## Відомі гравці
- Василь Єрмиллов
- Володимир Никаноров
- Віктор Терентьєв